# Olivier Domerg
Olivier Domerg est un écrivain et poète français né en 1963 à Orléans. Il vit dans le sud de la France depuis son enfance. 

## Parcours
Le travail littéraire d'Olivier Domerg pose, entre autres, la question du paysage, de l'espace et des lieux. De livres en livres, il poursuit cette expérience de prose poétique, des Hautes-Alpes à Arromanches, de Vassivière à New York. 
En 2019, il a reçu le Grand Prix SGDL (Société des Gens de Lettres) de poésie pour La somme de ce que nous sommes paru aux éditions Lanskine. 
Il a écrit sur des entités naturelles ou géographiques — océan, montagne, fleuve ou département — tels que le Rhône, les Hautes-Alpes, La montagne Saint-Victoire, La Crau, Port-Saint-Louis du Rhône, Le Puy de Manse, Arromanches, La Meuse, Charleville-Mézières, Le Var, Les Bouches-du-Rhône, L'étang de Berre, Le Plateau de Millevaches, Le Cantal, etc. 
Auteur-lecteur, il pratique, résolument et le plus souvent possible, la lecture publique, à une ou plusieurs voix, notamment avec Laure Ballester et Christophe Roque avec qui il a fondé le trio EN ROUE LIBRE.
Il travaille depuis 35 ans en collaboration avec la photographe Brigitte Palaggi avec laquelle il a publié plusieurs livres et créé plusieurs expositions, dont LA SOMME DES DEUX (paysages, motifs, chantiers) au centre international de poésie Marseille.
Il a animé, avec d'autres, durant longtemps, Autres et Pareils, ainsi que les éditions Contre-Pied et a coorganisé de nombreuses rencontres poétiques, manifestations, concerts et expositions pluridisciplinaires.